# Ten Broeck
Ten Broeck és una població dels Estats Units a l'estat de Kentucky. Segons el cens del 2000 tenia 129 habitants.

## Demografia
Segons el cens del 2000, Ten Broeck tenia 129 habitants, 47 habitatges, i 39 famílies. La densitat de població era de 207,5 habitants/km².
Dels 47 habitatges en un 38,3% hi vivien nens de menys de 18 anys, en un 78,7% hi vivien parelles casades, en un 2,1% dones solteres, i en un 17% no eren unitats familiars. En el 14,9% dels habitatges hi vivien persones soles el 8,5% de les quals corresponia a persones de 65 anys o més que vivien soles. El nombre mitjà de persones vivint en cada habitatge era de 2,74 i el nombre mitjà de persones que vivien en cada família era de 3,08.
Per edats la població es repartia de la següent manera: un 25,6% tenia menys de 18 anys, un 5,4% entre 18 i 24, un 16,3% entre 25 i 44, un 35,7% de 45 a 60 i un 17,1% 65 anys o més.
L'edat mediana era de 46 anys. Per cada 100 dones de 18 o més anys hi havia 108,7 homes.
La renda mediana per habitatge era de 134.063 $ i la renda mediana per família de 138.174 $. Els homes tenien una renda mediana de 100.000 $ mentre que les dones 82.038 $. La renda per capita de la població era de 51.593 $. Cap de les famílies estaven per davall del llindar de pobresa.

## Poblacions més properes
El següent diagrama mostra les poblacions més properes.